# プルートの番人
『プルートの番人』（プルートのばんにん、『原題：Canine Patrol』）は、ウォルト・ディズニー・プロダクション（現：ウォルト・ディズニー・カンパニー）が製作した1945年12月7日公開のアニメーション短編映画作品。プルートの短編映画シリーズの一作品である。

## スタッフ
- 製作：ウォルト・ディズニー
- 監督：チャールズ・A・ニコルズ
- 脚本：ハリー・リーブス、トム・オレブ
- 音楽：オリバー・ウォレス

## 日本での公開

### 収録
- 『夢と魔法の宝石箱 なかよしプルート』（VHS、DHVジャパン）